# Lagocephalus inermis
Lagocephalus inermis és una espècie de peix de la família dels tetraodòntids i de l'ordre dels tetraodontiformes.

## Morfologia
- Els mascles poden assolir 90 cm de longitud total.[4][5]

## Hàbitat
És un peix marí, de clima tropical i demersal.

## Distribució geogràfica
Es troba des de Sud-àfrica fins al sud del Japó.

## Observacions
No es pot menjar, ja que és verinós per als humans.